# Уварово (Челябинская область)
Уварово — посёлок в Троицком районе Челябинской области. Поселок в составе Новомирского сельского поселения.

## География
Расположен в центральной части района, на берегу р. Увельки. Рельеф — равнина (Западно-Сибирская равнина); ближайшие выс.— 217 и 233 м. Ландшафт — лесостепь.
Поселок связано шоссейными дорогами с соседними населенными пунктами. Расстояние до районного центра (Троицк) 19 км, до центра сельского поселения (пос. Н. Мир) — 2 км.

## Население
| 2002 | 2010 |
| ---- | ---- |
| 132  | ↘109 |

(в 1900 — 140, в 1926 — 157, в 1964 — 193, в 1970 — 110, в 1995 — 132).

## История
Посёлок вырос на месте хутора, осн. в 1876 в черте Кособродского станичного юрта 3-го воен. отдела ОКВ. 
Позднее относился к Клястицкому станичному юрту (до 1917). 
В 1930 на территории Уварово разместилась бригада колхоза им. 13 лет Окт., в 1959 — бригада колхоза им. 21-го съезда КПСС, в 1992 — бригада СХПП «Новый Мир».

## Улицы
- Набережная улица